# 2019年紐西蘭懷特島火山爆發
2019年新西兰法卡里／怀特岛火山爆发指于新西蘭的時間（UTC+13）2019年12月9日下午2:11发生的火山爆发事件，事件發生時有四十七人在島上。火山爆發導致22人遇難，2人失蹤。专家鉴定这次喷发为潜水蒸气喷发；火山释放出的蒸汽和火山气体引起爆炸，将岩石和火山灰喷向空中。

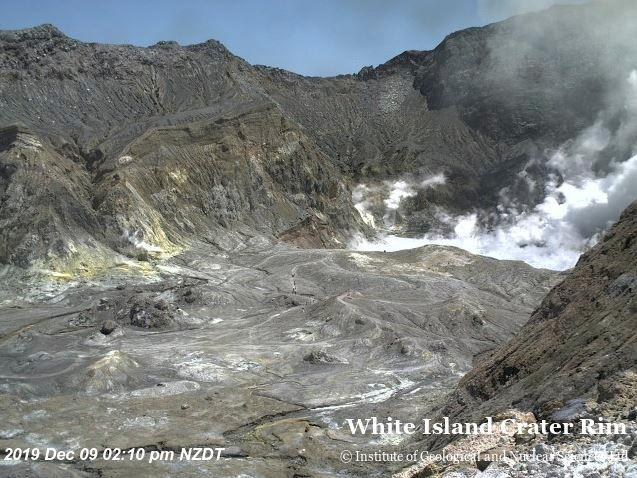
火山爆發前一分鐘拍攝的火山口。

## 背景
法卡里/懷特島的火山是一个活跃的安山岩层状火山，位于新西兰北島东海岸的豐盛灣。这座火山在近代历史上曾多次喷发，包括1980年代的几次。2000年一次大型火山喷发形成了一个新的火山口，2012年2013年和2016年。发生了小规模喷发。这座火山在2019年爆发前的几周就显示出动荡的迹象。10月，火山震动和二氧化硫气体达到了自2016年以来的最高水平，这表明更有可能发生火山喷发。 而在11月18日，该火山被定为火山警戒2级，表示由于活动性增加，“中度到高度火山动乱”。 而后的11月24日，喷发前两周，5.9级(MW)的地震持续约1分钟，震中则位于白岛东北方向10公里处，新西兰各地甚至南至克赖斯特彻奇都有震感。由于地热系统内的压力降低，地震活动可能是热液喷发的一个促进因素。
这个小岛是由GeoNet和GNS科学公司监控，使用着三个网络摄像头、一个地震仪和一个麦克风来探测火山爆发。这些组织还每月进行三次访问，测试水、气体和土壤，并测量地表变形。
游客定期访问该岛，主要是怀特岛旅游。该组织在火山爆发前在其网页上发布了一份声明，声明称：

怀特岛目前处于二级警戒。这一水平表明，中度到高度的火山动荡，有爆发危险的潜在发生。白岛旅游公司通过不同的警戒级别来运作，但是乘客应该意识到无论警戒级别如何，总有爆发活动的风险。怀特岛之旅遵循一个全面的安全计划，它决定了我们在岛上的各个层次的活动。——怀特岛之旅

## 喷发
当地时间12月9日14点11分火山喷发时，喷发羽流高达3700米。报道指，喷发时岛上及周围地带大约有100名旅客，后来岛上的人数被改为47人。部分游客乘坐海洋赞礼号郵輪到新西兰进行为期12天的旅游，而这艘郵輪当天早上停泊在陶朗加。
没等官方宣布当地不安全，跟团人员和郵輪救援船已经从岛上撤出大量游客。船上的一名游客表示他乘坐的救援船原本想躲过烟雾和爆发，但看到码头有一群人等待救援，便和其他船只前去接应。船上的乘客将水瓶、夹克衫等衣物、吸入器和眼药水给了等待救援的人士。
另一名乘客表示，他所在的船爆发时驶离岸边约200米，当时启动了紧急充气，返回大陆的途中救了23人。新西兰皇家海岸警卫队的救援人员登上游艇，负责照料伤者。
三名商业直升机飞行员注意到大陆海岸有火山喷发后，也启用直升机展开救援行动，分三次带回12人，期间他们发现岛上有几具尸体，不过行动集中于救援。

## 伤亡
警方最初确认1人死亡，另外多人失踪且有可能死亡，而伤者有多人，其中7人伤势过重。此外，由于火山灰等物质遍布，救援行动风险性非常大。另外当天晚些时候，官方宣布爆发时岛上共有47人，其中5人罹难、34人受伤并获救、8人失踪且推测死亡。翌日，3人伤者在医院过世，死亡人数增加到8人 。救援人员后来又在岛上找到6具遗体，死者增加到14名。剩余的两具遗体有待搜寻。截至15日，又有2名重傷員身亡，死亡人數升至16人。
被困者的身份经确认，有24人澳大利亚人、9人美国人、5名新西兰人、4名德国人、2名中国人、2名英国人和1名马来西亚人。救援船上的乘客表示，多数伤者当时只穿T恤衫和短裤，被严重烧伤。
大部分伤者获华卡塔尼医院接应，经分诊和固定后被送往其他医院。华卡塔尼医院、陶兰加医院和哈密尔顿的怀卡托医院启动了大量伤患预案。12月10日，新西兰卫生部表示，25名伤者已被送往奥克兰、哈密尔顿、下哈特和基督城的烧伤中心，四家医院已经满载。12月11日，新西兰向美国和澳大利亚订购了120万平方厘米的皮肤做植皮手术，而部分伤者有95%的皮肤被烧伤。
12月11日晚间，受伤的澳大利亚公民乘飞机抵达，被送往悉尼和墨尔本的医院。澳大利亚皇家空军派出一架C-130运输机和两架波音C-17环球霸王III，机上配备专业的飞行人员和医疗设备。多个州的政府也派出飞机协助运送。预计有12名澳大利亚公民接受空运。

## 后续
12月9日的大喷发后有几次规模较小的喷发。大喷发后，该岛的火山警报等级提升到4级，到下午4点30分下降到3级。事发后，怀特岛旅游局网站登出了紧急警报。海洋赞礼号将从陶朗加出港的时间推迟到12月11日早上，等待警方从失踪乘客的舱室中采集DNA。新西兰的无过失事故赔偿机构意外事故赔偿公司负责所有事故死伤者的赔偿。
蒙纳士大学名誉教授、前国际火山学与地球内部化学协会主席雷·卡斯（Ray Cas）在澳大利亚科学媒体中心发表评论，表示事件是“一场亟待发生的灾难”。他表示，这座岛本来就很危险，不应该允许游客每天登岛参观。
新西兰警方和新西兰职业安全局共同调查事故。总理杰辛达·阿德恩表示“这场悲剧有着毁灭性的规模”，她12月10日探望了参与救援的人员。
澳大利亚首相斯科特·莫里森表示，对于那些亲人陷入这场非常可怕的灾难的家人们，这一天很艰难。他宣布澳大利亚联邦警察的取证小组前往新西兰协助调查。国会大厦下半旗致哀。
12月12日，新西兰警察局副局长迈克·克莱门特（Mike Clement）宣布警方翌日将会同新西兰国防军等部门展开联合遗体搜寻工作。12月13日，救援人员计划从岛上找回6名澳大利亚公民的遗体，不过仍有2具遗体失踪。新西兰国防军的NH90直升机将6具遗体带到怀恩努玛帕空军基地，等待转运到奥克兰医院。
12月16日下午，新西兰全国将為火山噴發事故默哀一分钟。